# Fuente Chrob ou Chouf
La Fuente Chrob ou Chouf (también deletreada Shrob ou shouf) está situada en la medina de Marrakech, cerca de la madraza de Ben Youssef en el país africano de Marruecos.
La fuente fue construida durante el reinado del sultán saadí Ahmad al-Mansur (1578-1603). Su corona es de madera en forma de un panal de abejas, y el conjunto está cubierto por un techo de tejas verdes.
En el dintel esta una inscripción andalusí similar a la de la fuente Mouassine. Una de las inscripciones invita a los transeúntes a beber y mirar (en árabe: shrob ou shouf).
Esta fuente saadí está catalogada desde 1985 como Patrimonio de la Humanidad por la UNESCO.